# Икамат
Ика́мат (араб. إِقَامَة‎) — второй, после азана, призыв на молитву, читаемый непосредственно перед совершением обязательной молитвы. Произнесение икамата является желательным действием (сунной) обязательных ежедневных молитв.
Слова, произносимые в икамате почти такие же, как и в азане, за исключением того, что после слов «хайя аля-ль-фалях» (спешите к спасению), дважды произносятся слова «кад камати-с-салят» (араб. قَدْ قَامَتِ ٱلصَّلَاةُ‎ —  пришло время молитвы‎).
Сунниты читают икамат быстро и, в отличие от азана, не повторяют слова по 2 раза. Исключение составляют слова «Аллаху акбар» и «кад камати-с-салят». Данное действие основано на достоверном хадисе, приводимом в сборниках аль-Бухари и Ибн Маджа. В ханафитском мазхабе икамат читается также как азан, за исключением двукратного произнесения слов «кад камати-с-салят».
Чтение икамата в начале обязательного намаза, в том числе пятничных молитв, является желательным (сунной) для мужчин; в ханафитском мазхабе чтение икамата женщинами считается нежелательным, в шафитском тихое чтение икамата женщинами желательно (сунна).
| Арабский текст          | Транскрипция                       | Перевод                                           | Кол-во повторов | Кол-во повторов | Кол-во повторов |
| ----------------------- | ---------------------------------- | ------------------------------------------------- | --------------- | --------------- | --------------- |
| Арабский текст          | Транскрипция                       | Перевод                                           | шафииты         | ханафиты        | Шииты           |
| ٱللَّٰهُ أَكْبَرُ               | Аллаху акбар                       | Аллах Величайший                                  | 2 раза          | 4 раза          | 2 раза          |
| أَشْهَدُ أَنْ لَا إِلَٰهَ إِلَّا ٱللَّٰهُ | Ашхаду ал-ля Иляха илля Ллах       | Я свидетельствую, что нет иного бога кроме Аллаха | 1 раз           | 2 раза          | 2 раза          |
| أَشْهَدُ أَنَّ مُحَمَّدًا رَسُولُ ٱللَّٰهِ | Ашẋаду анна Мух̣аммадан Расу́лю-Лла́ẋ | Я свидетельствую, что Мухаммад — посланник Аллаха | 1 раз           | 2 раза          | 2 раза          |
| حَيَّ عَلَىٰ ٱلصَّلَاةِ           | Х̣аййа ‘аля с-саля                  | Спешите на молитву                                | 1 раз           | 2 раза          | 2 раза          |
| حَيَّ عَلَىٰ ٱلْفَلَاحِ           | Х̣аййа ‘аля ль-фалях                | Спешите к спасению                                | 1 раз           | 2 раза          | 2 раза          |
| قَدْ قَامَتِ ٱلصَّلَاةُ          | Кад камати с-саляту                | Пришло время молитвы                              | 2 раза          | 2 раза          | 2 раза          |
| ٱللَّٰهُ أَكْبَرُ               | Аллаху акбар                       | Аллах Величайший!                                 | 2 раза          | 2 раза          | 2 раза          |
| لَا إِلَٰهَ إِلَّا ٱللَّٰهُ         | Ля Иляха илля Ллах                 | Нет бога, кроме Аллаха                            | 1 раз           | 1 раз           | 1 раза          |